# Saint-Jean-de-la-Forêt
Saint-Jean-de-la-Forêt è un comune francese di 139 abitanti situato nel dipartimento dell'Orne nella regione della Normandia.

## Società

### Evoluzione demografica
Abitanti censiti